# 265 до н. е.
Рік 265 до н. е. був роком часів до юліанського римського календаря. Був відомий як 489 рік від закладення міста Рим). Деномінація 265 до н. е. для позначення цього року, почала існувати із часів раннього середньовіччя, коли для нумерації років в Європі стала популярною календарна ера Anno Domini.

## Події

### За місцем

#### Греція
- Не зважаючи на те, що Єгипетський флот блокує Саронічну затоку, Македонський Король Антигон II перемагає спартанців і вбиває короля Спарти, Арея I біля Коринфа, після того як бере в облогу Афіни.
- Акротат II успадковує трон свого батька Арея I і стає королем Спарти.

#### Італія
- Гієрон II погрожує відновити напади на Мамертинців. Вони звертаються до Карфагену і отримують підтримку карфагенського гарнізону. Мамертинці тим часом звертаються до Римлян, які також погоджуються допомогти.
- Відбулася Битва при Мессані (265-264 до н. е.), що стала першим військовим зіткненням між Римською Республікою і Карфагеном.
- Етруське місто Волссіні було взяте під Римський контроль.

### Наука
- Грецький математик Архімед, що навчався в той час у Олександрії, винайшов Архімедів гвинт для підіймання води.

## Померли
- Цар Спарти Арей I

| рік | Це незавершена стаття про рік. Ви можете допомогти проєкту, виправивши або дописавши її. |